# Beth Rodden
Beth Rodden (* 5. April 1980 in San Francisco) ist eine US-amerikanische Sportkletterin, die für ihre Begehungen schwerer traditioneller Kletterrouten bekannt ist. Zu ihren größten Erfolgen gehören die zweite freie Begehung von The Nose mit Tommy Caldwell und die ersten Frauenbegehungen von mit den Schwierigkeitsgraden 8c (5.14b) sowie 8c+ (5.14c) bewerteten Routen im traditionellen Stil, The Optimist beziehungsweise Meltdown.

## Karriere
Rodden begann 1995 in einer Kletterhalle in Davis in Kalifornien mit dem Klettern. Sie gewann 1996, 1997 und 1998 die Junior National JCCA Championships. 1997 und 1998 belegte sie den ersten Platz in der ASCF National Series der Elite.
Im Jahr 1998 kletterte Rodden die Sportroute To Bolt Or Not To Be (8b+/5.14a) und wurde zur jüngsten Frau, der eine Route in diesem Grad gelang. Dadurch auf sie aufmerksam gemacht, lud Freikletterpionierin Lynn Hill sie ein, 1999 gemeinsam die erste reine Frauenbegehung des Tsaranoro-Massivs in Madagaskar durchzuführen. Ein Jahr später gelang ihr zusammen mit Tommy Caldwell die erste freie Begehung von Lurking Fear, was die zweite freie Erstbegehung am El Capitan durch eine Frau bedeutete.
2003 kletterte sie die Route The Optimist, die erste Route einer Frau im Grad 8c (5.14b). 2005 beging sie – ebenfalls am El Capitan mit Tommy Caldwell – die Route The Nose.
Im Februar 2008 gelang Beth Rodden die Erstbegehung von Meltdown, einem dünnen, durchgehenden Riss im Yosemite. Sie bewertete die Route mit dem Schwierigkeitsgrad 8c+ (5.14c). Erst 11 Jahre später konnte diese wiederholt und deren Grad bestätigt werden.

## Geiselnahme in Kirgistan
Während eines Kletterausflugs in das kirgisische Kara-Su-Tal im August 2000 wurden Rodden, ihr damaliger Freund Tommy Caldwell sowie Jason „Singer“ Smith und John Dickey sechs Tage lang von Rebellen der Islamischen Bewegung Usbekistans als Geiseln festgehalten. Die vier Bergsteiger konnten einen ihrer Entführer, Ravshan Sharipov, überwältigen, indem Tommy Caldwell ihn vom Rand einer Klippe stieß. Sharipov überlebte, doch gelang es den vier Bergsteigern, in ein Lager der kirgisischen Armee zu entkommen.

## Privatleben
Beth Rodden führte seit 2000 eine Beziehung mit Tommy Caldwell. 2003 heirateten die beiden, 2009 ließen sie sich scheiden. Mit ihrem zweiten Ehemann, Rand Puro, hat sie einen Sohn (* 2014).
Rodden hat sich öffentlich zu ihrer Essstörung geäußert, mit der sie zu Beginn ihrer Karriere zu kämpfen hatte. Sie kritisierte dabei auch die Bedeutung, die dem Körpergewicht im Klettersport zugeschrieben wird.

## Erfolge
- To Bolt Or Not To Be am Smith Rock (Oregon)  – 1998 – im Alter von 18 Jahren als damals jüngste Frau im Grad 8b+ (5.14a)[2]
- Tsaranoro-Massiv (Madagaskar) – 1999 – mit Lynn Hill – erste reine Frauenbegehung[3]
- Lurking Fear am El Capitan (Kalifornien) – 2000 – mit Tommy Caldwell – zweite freie Begehung am El Capitan, 8a+ (5.13c)[3]
- The Optimist am Smith Rock (Oregon) – 2003 – erste Frauenbegehung des Grades 8c (5.14b)[6]
- The Nose am El Capitan (Kalifornien) – 2005 – mit Tommy Caldwell, 8a/+ (5.13b)[3]
- Meltdown, Yosemite Valley (Kalifornien)– 2008 – erste Frauenbegehung des Grades 8c+ (5.14c)[7]